# Лиила
Ли́ила (ест. Lõõla küla) — село в Естонії, у волості Тюрі повіту Ярвамаа.

## Населення
Чисельність населення на 31 грудня 2011 року становила 123 особи.

## Історія
До 22 жовтня 2017 року село входило до складу волості Вяетса.